# Zagórze (powiat lubelski)
Zagórze – wieś w Polsce położona w województwie lubelskim, w powiecie lubelskim, w gminie Bełżyce.
W latach 1975–1998 miejscowość należała administracyjnie do województwa lubelskiego.
Na terenie wsi ustanowiono dwa sołectwa Zagórze I i Zagórze II. Według Narodowego Spisu Powszechnego z roku 2011 wieś liczyła 332 mieszkańców.
Wierni Kościoła rzymskokatolickiego należą do parafii Nawrócenia św. Pawła Apostoła w Bełżycach.

## Części wsi
| SIMC    | Nazwa            | Rodzaj    |
| ------- | ---------------- | --------- |
| 0378833 | Kolonia Druga    | część wsi |
| 0378840 | Kolonia Pierwsza | część wsi |
| 0378856 | Kolonia Trzecia  | część wsi |

## Historia
Wieś powstała w końcu XIX wieku w wyniku reformy uwłaszczeniowej z 1864 r. i parcelacji dóbr krężnickich. Od chwili powstania wchodzi w skład parafii Bełżyce. Podczas okupacji hitlerowskiej działała tu placówka Batalionów Chłopskich (komendant Stanisław Maj). Do OP i AK wieś wystawiła drużynę dowodzoną przez Pawła Putowskiego. W czasach PRL wieś podzieliła się na dwa sołectwa Zagórze I i Zagórze II. W latach 90. wybudowano drogę Zagórze I – Zagórze II i drogę Zagórze – Kierz, o nawierzchni bitumicznej (dziś już asfaltowej). W Zagórzu Pierwszym są 52 gospodarstwa domowe, w których mieszka 175 osób. Sołectwo Zagórze Drugie (ma dwie wsie: Zagórze Drugie i Zagórze Trzecie) liczy 48 gospodarstw domowych i 172 mieszkańców.